# جو دیکسون (بازیکن فوتبال)
جو دیکسون (انگلیسی: Joe Dickson; ۳۱ ژانویهٔ ۱۹۳۴ – ۱۹۹۰ (۵۵−۵۶ سال)) بازیکن فوتبال اهل بریتانیا بود.
از باشگاه‌هایی که در آن بازی کرده‌است می‌توان به باشگاه فوتبال آکسفورد یونایتد و باشگاه فوتبال لیورپول اشاره کرد.